# СМИ (Симпсоны)
В мире анимационного сериала «Симпсоны» существуют различные виды средств массовой информации. Некоторые из них вымышленные, другие являются пародией на существующие в США:245.

## Телевидение

### 6 канал
Его позывные KBBL-TV или KBBL-DT в последних эпизодах. Это вымышленный телевизионный канал Спрингфилда, транслирующий только шоу Кента Брокмана, клоуна Красти и «Щекотка и Царапка». Их слоган: «Мы — 6-й канал, просто смотри нас сейчас!» (англ. «We're Channel 6, Just Catch Us Now») — пародия на слоган NBC периода 1982—1983 «We’re NBC Just Watch Us Now». KBBL-DT является местным филиалом телевизионной сети FOX. Его логотип — красная шестёрка с жёлтым кругом и чёрной границей внутри:246.

### KBBL-HDTV
KBBL-HDTV является частью KBBL Broadcasting Inc, в состав которого входят ещё две радиостанции Спрингфилда. Гомер Симпсон упоминает его в эпизоде «Lost Verizon».

### Channel Ocho
Channel Ocho — это испано-говорящий телевизионный канал Спрингфилда. Он является пародией на Мексиканское телевидение, особенно на комедийные передачи «El Chapulin Colorado» и «El Chavo del Ocho», которые были популярны в 70-х годах в Латинской Америке. Здесь можно увидеть комедийное телевизионное шоу «Человек-шмель» (англ. Bumblebee Man’s) с участием гигантского шмеля. Известно также, что канал транслирует футбольные матчи.

### FOX
Fox Network — крупная телевизионная сеть в США. Зачастую, появляясь в некоторых эпизодах «Симпсонов», становится объектом насмешек и шуток.:177.

### Rock Bottom
Таблоид, в эпизоде «Homer Badman» на этом канале была показана вырезанная из контекста видеозапись, выставлявшая Гомера сексуальным извращенцем.

### Другие ТВ-каналы
- 3 канал показывал репортаж о рождении девятерни в Шелбивилли в серии «Eight Misbehavin».
- Эпизод «Lisa’s Wedding», в котором рассказывается футуристическая история о Симпсонах в 2010 году, видно, как Кент Брокман читает новости для CNNBCBS (Находка знаменитостей, включая Ральфа Вигама). Это свидетельствует о слиянии четырёх основных телевизионных сетей США. В той же серии не обошлось без очередной шутки над каналом FOX, который постепенно стал заниматься пропагандой зла и секса.
- 3 общедоступный канал, на котором Гомер Симпсон размещал свою рекламу в эпизоде «Homer’s Mr. Plow».

## ТВ-шоу

### Eye on Springfield
Eye on Springfield — (рус. Лицом к Спрингфилду), шоу на 6-м канале, ведущий — Кент Брокман. Содержание программы схоже с печатными журналами, но истории представляются в виде коротких телевизионных документальных фильмов. Это «Шоу внутри шоу» — пародия на «Eye on LA» телеканала KABC-TV и другие развлекательно-новостные программы.
Всякий раз, когда Лиза или Гомер Симпсоны совершают что-нибудь важное или спорное, они появляются в Eye on Springfield.
Шоу часто использовалось для открытия эпизода. Кент Брокман стоит перед озером и говорит: «Привет. Я Кент Брокман и с вами Eye on Springfield». Стартовый ряд программы немного меняется от серии к серии, но отличительной чертой являются женщины, одетые в бикини, позирующие на фоне различных памятников Спрингфилда, и видеоролики Кента Брокмана из жизни знаменитостей.
Начиная с 15 сезона передача перестала появляться на экране.

### Шоу Клоуна Красти
Шоу клоуна Красти (англ. Krusty the Clown Show) — это детская ТВ-программа с Красти в роли ведущего, идущая на 6-м канале после полудня.
В серии «Krusty Gets Kancelled» было упомянуто, что шоу начинается в 16:00. Впервые шоу появилось в эпизоде «The Telltale Head». Изначально помощником Красти был Сайдшоу Боб, но его заключили в тюрьму за попытку подставить Красти в серии «Krusty Gets Busted», и роль помощника перешла к Сайдшоу Мелу. Отличительной особенностью передачи является «Шоу Щекотки и Царапки» (англ. The Itchy and Scratchy Show). В серии «Girly Edition» в шоу был включён детский раздел новостей, но уже в конце эпизода его отменили.

### Smartline
Smartline (рус. Смартлайн) является пародией на ТВ программы о культуре. Ведущий — Кент Брокман. В формате программы присутствует попытка подражать серьёзным ТВ-проектам аналогичной тематики. Вместо известных политических деятелей в студию для дискуссии приглашаются местные персонажи, в том числе Симпсоны или профессор Фринк.

### My Two Cents
My Two Cents (рус. Мои два цента) — программа 6-го канала, идущая в конце выпуска новостей. Кент Брокман, а иногда и другие персонажи высказывают собственные, зачастую мрачные мысли относительно действительности Спрингфилда и возможных путях решения проблем.

### I Can’t Believe They Invented It!
I Can’t Believe They Invented It (рус. Я не верю, что они изобрели это!) — информационно-маркетинговое шоу, в котором часто фигурируют странные изобретения доктора Ника Ривьеры: плавающая микроволновка для использования в бассейнах, люстра для автомобилей и т. п.
Программу ведёт Трой МакКлюр. В настоящее время программа больше не выходит в эфир.

## Радио[1]:248

### KBBL-FM
KBBL-FM вещает на частоте 102,5 МГц. По утрам там ведут шоу Билли и Марти. Их логотип «KBBL» большими красными буквами. Их формат — популярная музыка из бурных 1960-х с преобладанием тяжёлого рока и баллад. Радио находится в подчинении и управлении вымышленной радиовещательной компании KBBL Broadcasting Inc.

### KBBL-AM
KBBL-AM — средневолновая AM-станция. Это консервативное разговорное радио. Одно из шоу ведёт бескопромиссный консерватор Birch Barlow (пародия на Rush Limbaugh), а другое — Jerry Rude (пародия на Howard Stern). Эта станция также освещает спортивные события.

### KFSL-Fossil 103
KFSL-Fossil 103 вещает в формате рока 60-х годов. Упоминались в эпизоде «Homerpalooza». В 1996 году их слоган был «Classic hits from ABBA to Zeppelin, Led (Led Zeppelin)» (рус. Классичиские хиты от ABBA до Led Zeppelin). Во время песни «Grand Funk Railroad» Милхаус просит выключить станцию, но Гомер отказывается, когда узнаёт, что дети не знают «Dinosaur Bands».

### KJAZZ-FM
KJAZZ-FM — это джазовая станция Спрингфилда. Была в эпизоде «Round Springfield».

## Газеты и журналы

### The Springfield Shopper
The Springfield Shopper (рус. Спрингфилдский Покупатель) — местная еженедельная широкоформатная газета, основанная в 1883 году Джонни Ньюспейперсидом (Johnny Newspaperseed), приехавшим в США в детстве.
«Спрингфилдский Покупатель» является наиболее упоминаемым печатным изданием в мультсериале и предоставляет своим читателям разделы о новостях, спорте, еде, религии, досуге и др. Зачастую на первую полосу попадают бульварные заголовки, такие как «Бегемот — детектив» или «Сумасшедшая мама ходила топлес (Фотографии на страницах 3—28)».
Гомер Симпсон работал на «Спрингфилдский Покупатель» в качестве кулинарного критика. В итоге его едва не отравили рассерженные кондитеры.
В реальной жизни «Спрингфилдский Покупатель» был опубликован в 2007 году и написал его сам Мэтт Грейнинг.

### The Red Dress Press
The Red Dress Press (Пресса красного платья) — газета, созданная Лизой Симпсон вместе с Бартом, Нельсоном, Милхаусом и Ральфом, как единственное СМИ Спрингфилда, неподконтрольное Монтгомери Бернсу. История «The Red Dress Press» была представлена в последнем эпизоде 15 сезона Симпсонов — «Fraudcast News».

## Интересные факты
- В одном из специальных выпусков на Хеллоуин зомби захватили радиостанцию (по-видимому, KBBL), сменив её название на «KZMB, All-Zombie Radio». В эфире звучали стоны зомби.
- В Соединённых Штатах позывные радиостанций к западу от реки Миссисипи начинаются с буквы K, а тех, что к востоку — на W. В качестве намёка на расположение Спрингфилда в одном из эпизодов упоминалась станция WKOMA, хотя в США вещательные радиостанции не могут иметь позывной длиннее четырех букв.
- В одном из эпизодов говорится, что в Шелбивилле издается газета «The Shelbyville Daily» (Ежедневный Шелбивилль), чей слоган «Once a week, every week» («Раз в неделю каждую неделю»).
- DVD Simpsons Movie (рус. Симпсоны в кино) также включает маленькую газету «Спрингфилдский вестник» и рекламу различных товаров «Симпсонов».
- Реально существующая радиостанция KBBL-AM вещает на частоте 1350 кГц в Литл-Роке, Арканзас, и сейчас называется KZTD.